# 요코아테섬
요코아테섬(일본어: よこあてじま)은 일본 가고시마현 가고시마군 도시마촌에 위치한 섬으로, 도카라 열도 최남단에 위치한 무인도, 활화산이 있는 섬이다.

## 역사
사람이 거주한 기록이 없고, 역사는 잘 알려져 있지 않다. 요코아테섬의 역사는 에도 시대 말기의 사쓰마번 무사 나고야 사겐타가 쓴 역사서에 기록되어있다. 역사서에 따르면 요코아테섬과 섬의 부속섬에는 세 자매의 여신을 숭배하는 성전이 있었다. 성전에서 세 자매의 장녀였던 아마미오시마는 차녀와 3녀만 일본 신들의 사랑을 받자 아마미오시마는 미워함과 동시에 분노하여 요코아테섬의 화산이 분화하였다. 세자매를 숭배하던 신자들은 분화를 멈추게 하기 위해 음경을 본뜬 나무를 만들어 바치고 기도를 하였다. 이는 전설로 내려져 선박이 요코아테섬을 도착하였을 때 남자선원들이 음경을 본뜬 나무를 만들어 섬에 올리고 약한 바람이길 기도한다고 한다.
현재까지도 사람이 거주하진 않으나, 1974년부터 1994년까지 아마미오시마, 나제시 (현 아마미시)에서 활동하던 한 업체가 비로야자 채취를 목적으로 정기적으로 채취해 갔다고 한다. 이 때 섬에 염소를 들이기 시작했고, 번식하였다. 그 외에도 당시 사용되었던 오두막, 철탑 등의 흔적이 남아있다.

## 카미노네섬

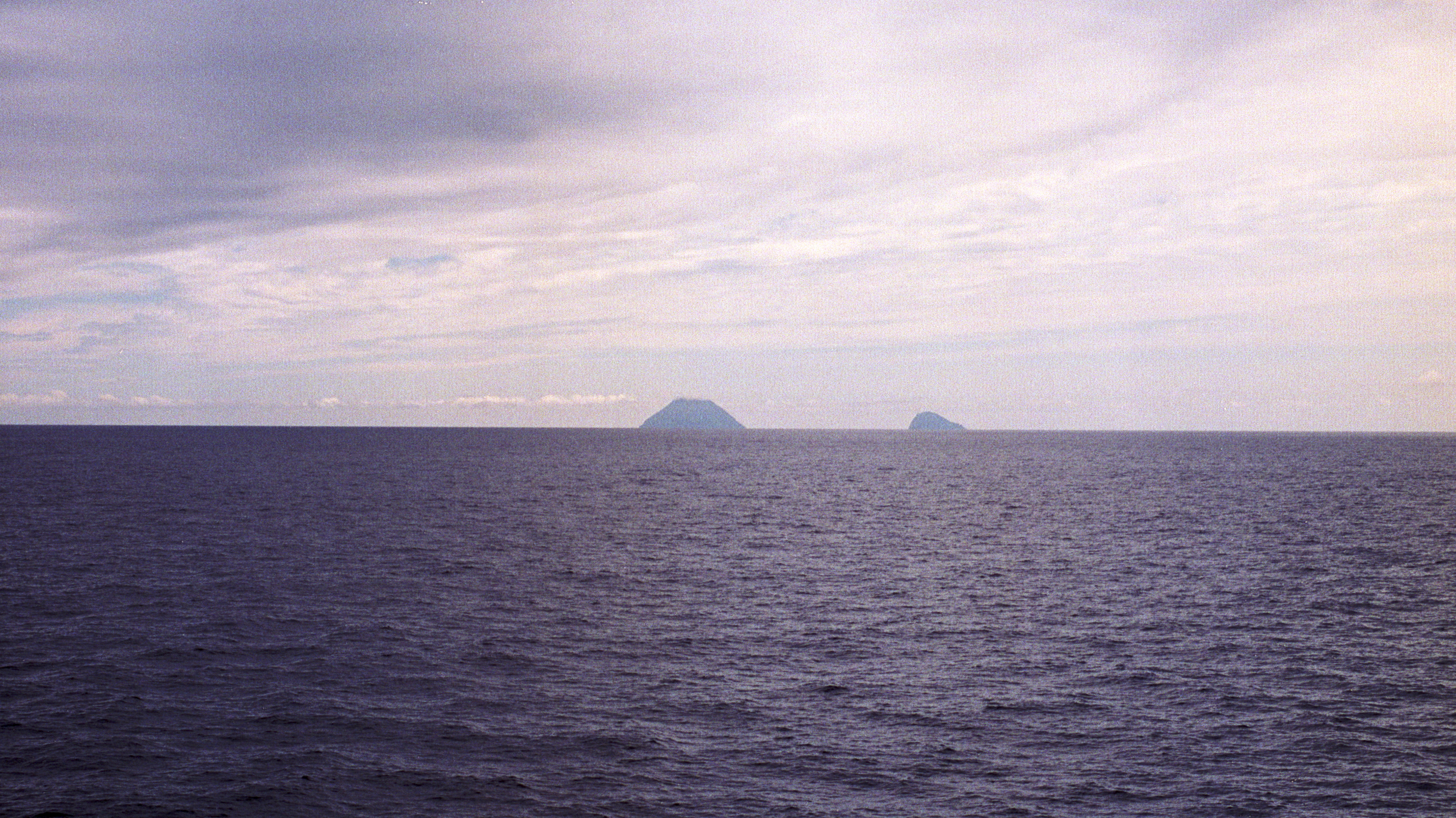
요코아테섬과 카미노네섬 (2006년 5월 2일 촬영) (왼쪽:요코아테섬, 오른쪽:카미노네섬)

카미노네섬(일본어: 上ノ根島)은 요코아테섬으로부터 북쪽 약 2.4km 떨어져 있는 무인도이자 요코아테섬의 부속섬이다. 해발 280m이며, 칼데라로 인하여 생겨난 것으로 추정된다. 매슈 캘브레이드 페리가 이 섬을 발견하였을 때 이름을 "클레오파트라섬"이라고 지었다는 일화도 있다. 요코아테섬과 마찬가지로 염소를 들이기 시작했고, 번식하였다.

## 같이 보기
도카라 열도